# ممشقة وبرية
ممشقة وبرية (الاسم العلمي: Dipsacus comosus) هو نوع من النباتات يتبع جنس الممشقة من الفصيلة المعزية الورق.